# Phyllorchis antennifera
Phyllorchis antennifera là một loài thực vật có hoa trong họ Lan. Loài này được (Rchb. f.) Kuntze miêu tả khoa học đầu tiên năm 1891.